# Jonathan Viera
Jonathan Viera Ramos (Las Palmas de Gran Canaria, 21 ottobre 1989) è un calciatore spagnolo, centrocampista o ala del Las Palmas.

## Carriera

### Club
Proveniente dal Las Palmas, squadra della sua città natale, con cui era stato uno dei migliori centrocampisti della Segunda División 2011-2012, si trasferisce il 6 maggio 2012 per 2,5 milioni di euro al Valencia, con cui firma un contratto quinquennale.

### Nazionale
Il 9 ottobre 2017 debutta con la nazionale spagnola in occasione della partita vinta 0-1 contro Israele.

## Statistiche

### Presenze e reti nei club
Statistiche aggiornate al 15 agosto 2023.
| Stagione             | Squadra              | Campionato           | Campionato | Campionato | Coppe nazionali | Coppe nazionali | Coppe nazionali | Coppe continentali | Coppe continentali | Coppe continentali | Altre coppe | Altre coppe | Altre coppe | Totale | Totale |
| Stagione             | Squadra              | Comp                 | Pres       | Reti       | Comp            | Pres            | Reti            | Comp               | Pres               | Reti               | Comp        | Pres        | Reti        | Pres   | Reti   |
| -------------------- | -------------------- | -------------------- | ---------- | ---------- | --------------- | --------------- | --------------- | ------------------ | ------------------ | ------------------ | ----------- | ----------- | ----------- | ------ | ------ |
| 2010-2011            | Las Palmas           | SD                   | 31         | 7          | CR              | 0               | 0               | -                  | -                  | -                  | -           | -           | -           | 31     | 7      |
| 2011-2012            | Las Palmas           | SD                   | 29         | 9          | CR              | 0               | 0               | -                  | -                  | -                  | -           | -           | -           | 29     | 9      |
| 2012-2013            | Valencia             | PD                   | 18         | 2          | CR              | 5               | 0               | UCL                | 3                  | 0                  | -           | -           | -           | 26     | 2      |
| ago. 2013            | Valencia             | PD                   | 1          | 0          | CR              | 0               | 0               | UEL                | 0                  | 0                  | -           | -           | -           | 1      | 0      |
| Totale Valencia      | Totale Valencia      | Totale Valencia      | 19         | 2          |                 | 5               | 0               |                    | 3                  | 0                  |             | -           | -           | 27     | 2      |
| 2013-2014            | Rayo Vallecano       | PD                   | 26         | 5          | CR              | 2               | 0               | -                  | -                  | -                  | -           | -           | -           | 28     | 5      |
| set.-dic. 2014       | Standard Liegi       | D1                   | 3          | 0          | CB              | 1               | 0               | UEL                | 3                  | 1                  | -           | -           | -           | 7      | 1      |
| gen.-giu. 2015       | Las Palmas           | SD                   | 17+4       | 6+1        | CR              | 0               | 0               | -                  | -                  | -                  | -           | -           | -           | 21     | 7      |
| 2015-2016            | Las Palmas           | PD                   | 36         | 10         | CR              | 2               | 0               | -                  | -                  | -                  | -           | -           | -           | 38     | 10     |
| 2016-2017            | Las Palmas           | PD                   | 31         | 7          | CR              | 2               | 0               | -                  | -                  | -                  | -           | -           | -           | 33     | 7      |
| 2017-feb. 2018       | Las Palmas           | PD                   | 23         | 4          | CR              | 2               | 0               | -                  | -                  | -                  | -           | -           | -           | 25     | 4      |
| mar.-dic. 2018       | Beijing Guoan        | CSL                  | 27         | 11         | CC              | 7               | 5               | -                  | -                  | -                  | -           | -           | -           | 34     | 16     |
| 2019                 | Beijing Guoan        | CSL                  | 17         | 8          | CC              | 1               | 0               | ACL                | 5                  | 0                  | SC          | 1           | 0           | 24     | 8      |
| set.-dic. 2019       | Las Palmas           | SD                   | 13         | 10         | CR              | 0               | 0               | -                  | -                  | -                  | -           | -           | -           | 13     | 10     |
| 2020                 | Beijing Guoan        | CSL                  | 18         | 3          | CC              | 0               | 0               | ACL                | 8                  | 2                  | -           | -           | -           | 26     | 5      |
| 2021                 | Beijing Guoan        | CSL                  | 3          | 1          | -               | -               | -               | -                  | -                  | -                  | -           | -           | -           | 3      | 1      |
| Totale Beijing Gouan | Totale Beijing Gouan | Totale Beijing Gouan | 65         | 23         |                 | 8               | 5               |                    | 13                 | 2                  |             | 1           | 0           | 87     | 30     |
| 2021-2022            | Las Palmas           | SD                   | 34         | 14         | CR              | 0               | 0               | -                  | -                  | -                  | -           | -           | -           | 34     | 14     |
| 2022-2023            | Las Palmas           | SD                   | 32         | 7          | CR              | 0               | 0               | -                  | -                  | -                  | -           | -           | -           | 32     | 7      |
| 2023-2024            | Las Palmas           | PD                   | 1          | 1          | CR              | 0               | 0               | -                  | -                  | -                  | -           | -           | -           | 1      | 1      |
| Totale Las Palmas    | Totale Las Palmas    | Totale Las Palmas    | 251        | 76         |                 | 6               | 0               |                    | -                  | -                  |             | -           | -           | 287    | 76     |
| Totale carriera      | Totale carriera      | Totale carriera      | 364        | 106        |                 | 22              | 5               |                    | 19                 | 3                  |             | 1           | 0           | 376    | 114    |

### Cronologia presenze e reti in nazionale
| Cronologia completa delle presenze e delle reti in nazionale ― Spagna | Cronologia completa delle presenze e delle reti in nazionale ― Spagna | Cronologia completa delle presenze e delle reti in nazionale ― Spagna | Cronologia completa delle presenze e delle reti in nazionale ― Spagna | Cronologia completa delle presenze e delle reti in nazionale ― Spagna | Cronologia completa delle presenze e delle reti in nazionale ― Spagna | Cronologia completa delle presenze e delle reti in nazionale ― Spagna | Cronologia completa delle presenze e delle reti in nazionale ― Spagna |
| Data                                                                  | Città                                                                 | In casa                                                               | Risultato                                                             | Ospiti                                                                | Competizione                                                          | Reti                                                                  | Note                                                                  |
| --------------------------------------------------------------------- | --------------------------------------------------------------------- | --------------------------------------------------------------------- | --------------------------------------------------------------------- | --------------------------------------------------------------------- | --------------------------------------------------------------------- | --------------------------------------------------------------------- | --------------------------------------------------------------------- |
| 9-10-2017                                                             | Gerusalemme                                                           | Israele                                                               | 0 – 1                                                                 | Spagna                                                                | Qual. Mondiali 2018                                                   | -                                                                     |                                                                       |
| Totale                                                                |                                                                       | Presenze                                                              | 1                                                                     |                                                                       | Reti                                                                  | 0                                                                     |                                                                       |

## Palmarès

### Club

#### Competizioni nazionali
- Coppa della Cina: 1

Beijing Guoan: 2018
- Liga Super: 1

Johor Darul Ta'zim: 2024-2025
- Coppa della Malaysia: 1

Johor Darul Ta'zim: 2024-2025